# Williamson (Arizona)
Williamson es un lugar designado por el censo ubicado en el condado de Yavapai en el estado estadounidense de Arizona. En el Censo de 2010 tenía una población de 5438 habitantes y una densidad poblacional de 36,89 personas por km².

## Geografía
Williamson se encuentra ubicado en las coordenadas 34°42′29″N 112°32′3″O / 34.70806, -112.53417. Según la Oficina del Censo de los Estados Unidos, Williamson tiene una superficie total de 147.41 km², de la cual 147.41 km² corresponden a tierra firme y (0%) 0 km² es agua.

## Demografía
Según el censo de 2010, había 5438 personas residiendo en Williamson. La densidad de población era de 36,89 hab./km². De los 5438 habitantes, Williamson estaba compuesto por el 96.3% blancos, el 0.24% eran afroamericanos, el 0.83% eran amerindios, el 0.51% eran asiáticos, el 0.15% eran isleños del Pacífico, el 0.68% eran de otras razas y el 1.29% pertenecían a dos o más razas. Del total de la población el 4.05% eran hispanos o latinos de cualquier raza.